# Георгиос Зирас
Георгиос Зирас (на гръцки: Γεώργιος Ζήρας) е гръцки офицер и андартски капитан, деец на гръцката въоръжена пропаганда в Македония.

## Биография
Георгиос Зирас е офицер от гръцката армия с чин втори лейтенант. В 1905 година организира своя чета, която заедно с тази на Василиос Панусопулос (Тромарас) трябва да замести оттеглилия се в Гърция Георгиос Цондос. Скоро обаче се оттегля от Македония.